# باري كوك
باري كوك (بالإنجليزية: Barry Cook)‏ هو مخرج أمريكي، ولد في 12 أغسطس 1958 في ناشفيل في الولايات المتحدة.

## وصلات خارجية
- باري كوك على موقع IMDb (الإنجليزية)
- باري كوك على موقع ألو سيني (الفرنسية)
- باري كوك على موقع أول موفي (الإنجليزية)
- باري كوك على موقع بوكس أوفيس موجو (الإنجليزية)
- باري كوك على موقع قاعدة بيانات الأفلام السويدية (السويدية)
- باري كوك على موقع قاعدة بيانات الفيلم (الإنجليزية)
- باري كوك على موقع كينوبويسك (الروسية)